# Kostiliovita
La kostiliovita, o kostylevita, és un mineral de la classe dels silicats. Rep el nom en honor de Iekaterina Iekaterina Kostiliova-Labuntsova (1894-1974), mineralogista de l'Institut de Geologia dels dipòsits de minerals, Mineralogia i Geoquímica de Moscou, Rússia. La labuntsovita també és anomenada en el seu honor.

## Característiques
La kostiliovita és un silicat de fórmula química K₂ZrSi₃O₉(H₂O). Cristal·litza en el sistema monoclínic. La seva duresa a l'escala de Mohs és 5.
Segons la classificació de Nickel-Strunz, la kostiliovita pertany a «09.CJ - Ciclosilicats amb enllaços senzills de 6 [Si₆O18]12- (sechser-Einfachringe), sense anions complexos aïllats» juntament amb els següents minerals: bazzita, beril, indialita, stoppaniïta, cordierita, sekaninaïta, combeïta, imandrita, kazakovita, koashvita, lovozerita, tisinalita, zirsinalita, litvinskita, kapustinita, baratovita, katayamalita, aleksandrovita, dioptasa, petarasita, gerenita-(Y), odintsovita, mathewrogersita i pezzottaïta.

## Formació i jaciments
Va ser descoberta a la vall del riu Vuonnemiok, al massís de Khibini, situat al centre de la península de Kola, a l'óblast de Múrmansk (Districte Federal del Nord-oest, Rússia). També ha estat descrita en altres indrets propers, com és el cas dels monts Koaixva i Iukspor, al mateix massís de Khibini.